# Istiophorus
Istiophorus – monotypowy rodzaj ryb okoniokształtnych z rodziny żaglicowatych (Istiophoridae).

## Klasyfikacja
Gatunek zaliczany do tego rodzaju:
- Istiophorus platypterus – żaglica[3], żaglica pacyficzna[4]